# Laskwerd
Laskwerd is een gehucht in de Nederlandse gemeente Eemsdelta in het noordoosten van de provincie Groningen.
Laskwerd ligt ten zuiden van de stad Appingedam aan de Tolweg en bestaat uit slechts enkele boerderijen. Ook staat er een poldermolen, de Olinger Koloniemolen, aan de overkant van De Groeve. Tevens is er een bushalte met dezelfde naam. Even ten zuiden van de gemeentegrens, in de gemeente Midden-Groningen, ligt een weg met de naam Laskwerderweg.
In de gehuchten Laskwerd en Garreweer samen wonen 95 mensen (op 1 januari 2006).

## Geschiedenis
Rondom Schildweg 3 en 5 lag vroeger het voorwerk 't Groot Laskwerd van het klooster Feldwerd (in Oldenklooster), later opgedeeld in de boerderijen Groot en Klein Lasquerd.
Laskwerd wordt in 1295 voor het eerst vermeld als Lumscwerth, daarna als Lasquert (1422), Leesquart (1491), Lutke Lasquert (1576) en Grothe Lasquerdt (1597). De wierde van Groot Laskwerd viel vanouds onder het kerspel Tjamsweer; de boerderij Klein Laskwerd onder Siddeburen. De landerijen lagen gedeeltelijk over de Groeve in het Olingerhamrik, gedeeltelijk in het Siddebuursterhamrik.
Volgens Wobbe de Vries is de naam afgeleid van de Oudfriese plantennaam *liask ('lis') met de uitgang -werd ('wierde') of misschien -ward ('waard, laagland'). De laatste optie berust op het misverstand dat Laskwerd niet op een wierde zou liggen. Schroor en Meijering veronderstellen een riviernaam Leesk, dus 'wierde aan de waterstroom'. Er bestond inderdaad een watertje met deze naam: de kerk van Appingedam bezat omstreeks 1690 50 grazen over de Leets, waarmee echter de Oude Leesk bij Eelwerd bedoeld moet zijn.
In de directe omgeving vinden we de toponiemen in den Oert, bij de Plassen, De Teugen, Lange Teugen en Dwarsteugen. De benaming Teugen is ontleend aan het Oudfriese woord tiuch, waarmee net als bij de plaatsnaam Tjuchem gemeenschappelijk land werd aangeduid. Een deel van het gebied was erg laag gelegen; in 1597 wordt gesproken over zeeckere onlanden ofte hoenlanden [= hooilanden?] van den Grove aff uuth het oosten totten Oerts wrynge [= hek] int westen aldoe rontomme int water veel meer ende diepen nu onder water.
De kloosterboerderij werd al aan het einde van de middeleeuwen opgesplitst in drie grote pachtbedrijven van ieder ruim 40 hectare. In de 19e eeuw bestond Laskwerd nog altijd uit drie deftige boerderijen. Een vierde boerderij lag in het streekje Twiezel aan de overkant van De Groeve. Om het gebied beter te ontwateren werden in de 19e eeuw twee molenpolders ingericht, die De Duif en De Goedheid werden genoemd. Beide hadden aanvankelijk een spinnenkopmolen, maar de molen De Duif werd in 1860 vervangen door een grondzeiler. Ten westen van de Groeve lag de Olingerpolder uit 1819, die eerder uit enkele kleinere zomerpolders bestond.
De boerderijen van Groot Laskwerd verhuisden rond 1900 naar de doorgaande weg (de huidige Tolweg). De middeleeuwse wierde werd verlaten, de sloten er omheen werden gedempt. De wierde is een archeologisch monument.

### Buxzijl
Ten noordoosten van Laskwerd lag al rond 1400 de Buxzijl (Buczijl, ook Bocxzijl, in de Buchsell), een sluisje waardoor de Bolhamstersloot (ook Boerhamstersloot) vanuit het Woldmeer in De Groeve uitmondde. De sloot voerde misschien ook water aan uit Tjuchem en Siddeburen via het Gaarmaar. Het gebied en de bewoning naast de sluis vielen onder het kerspel Siddeburen. Het klooster Oosterwierum, dat omvangrijke bezittingen had in Siddeburen en Oostwold, had hier in 1598 een heerd land van 20 ha. Daaruit kunnen we afleiden dat het klooster belang had bij de afwatering via het sluisje.
De bewoners van de Buckzijl, Bugtzijl of Buxel worden in de kerkboeken van Siddeburen geregeld genoemd. Hiervan is ook de Groningse familienaam Blokzijl afgeleid.